# Cuasrán
Cuasrán (en lengua brunka, «hombre de figura legendaria»), a veces escrito Kuasram, es un personaje y héroe cultural del pueblo boruca del sureste de Costa Rica. Según las leyendas borucas, habita en un monte llamado Cerro Volcán o Casa de Cuasrán, cerca de la comunidad de Boruca, en el Valle del Díquis (río Grande de Térraba), en el cantón de Buenos Aires de la provincia de Puntarenas. Los indígenas de Boruca cuentan que Cuasrán fue un valiente líder indígena que, en la época de la conquista de Costa Rica por los españoles, no quiso que su pueblo fuera bautizado a la nueva religión de los conquistadores, razón por la cual escapó con su familia y sus animales, y se ocultó en ese monte. Con el paso de los años, la figura de Cuasrán se convirtió en la de un personaje todopoderoso al cual el pueblo boruca de la actualidad aún venera, tomándolo como su protector. Para los borucas, la montaña y la región natural que la rodea son sitios sagrados. Junto con la elaboración de artesanías usando técnicas tradicionales y la festividad conocida como juego de los diablitos, la creencia en Cuasrán es uno de los tres elementos más significativos de la identidad del pueblo boruca.

## Leyendas de Cuasrán
Cuasrán es descrito como un anciano que lleva en su mano un bastón de mando, cuya presencia infunde respeto y silencio. Otras versiones lo describen como un hombre grande y fuerte, vestido únicamente con un taparrabo hecho de un textil de algodón propio de la artesanía boruca, teñido con púrpura de múrice y otros tintes naturales. Habita en el Cerro Volcán de la misma forma en como se vivía antes de la llegada de los europeos, en un lugar a donde nadie puede entrar, junto con su hijo Sancrahua, y rodeado de otras personas que se ha llevado con él. Se dice que en el lugar donde vive Cuasrán hay muchas riquezas. Gusta comer de la carne seca de animales de la montaña como los venados o los tepezcuintles. Tiene el poder de manipular los vientos y las tormentas, y controlar y hablar con los animales.  Desde la altura de su cerro, observa la vida cotidiana del pueblo boruca, cuidándolos y compadeciéndose de ellos. Cuasrán cuida de que las cosechas sean buenas, que el vientre de las mujeres sea fecundo, siendo generoso y compasivo con su pueblo, pero en ocasiones, se ve obligado a dar severas lecciones a los ingratos y ambiciosos.
En ocasiones, Cuasrán desciende de la montaña para visitar a sus protegidos y conocer de sus riquezas e infortunios. Los que se encuentran con él no logran identificarlo, pero la persona siente la necesidad de clavar los ojos en la tierra y continuar la marcha en silencio. A veces Cuasrán llega hasta una casa en un pueblo y pide beber un guacal con chicha, bebida sagrada, como expresión simbólica del cariño que siente por su pueblo.
Una de las leyendas más conocidas de la región habla de que una vez tuvo un hijo con una bella hija de su pueblo, sin que ella supiera que su amante era Cuasrán. De su unión nació un hijo llamado Sancrahua, el cual tenía una singular inteligencia y cierto aire misterioso. Cuasrán le profetizó a su madre que algún día su hijo sería arrebatado por él en forma de viento, lo cual se cumplió cuando el niño llegó a cierta edad. Al igual que Cuasrán, algunas veces Sancrahua se deja ver en la forma de un joven extraño que conoce perfectamente la lengua boruca y muestra gran conocimiento sobre su pueblo, pero que se desvanece cuando menos se espera.
Algunas leyendas mencionan que, cuando una persona desaparece, es porque se la ha llevado Cuasrán. Nadie sabe la razón de estos raptos, pero las madres borucas, cuando quieren que los hijos sean obedientes, les advierten que de no obedecer, se los va a llevar Cuasrán.